# 奧爾尼 (伊利諾伊州)
奧爾尼（英語：Olney）是一個位於美國伊利諾伊州里奇蘭縣的城市。根據2010年美國人口普查，該地人口為9115人，而該地的面積約為18.57平方千米。同時該地也是里奇蘭縣的縣治。

## 地理
奧爾尼的座標為38°44′00″N 88°05′00″W / 38.73333°N 88.08333°W，而該地的平均海拔高度為145米（即476英尺）。